# サドンアタック
『サドンアタック』（韓国語: 서든어택、英語: Sudden Attack） は、韓国のオンラインゲーム会社GameHiが開発したオンラインマルチプレイFPS。日本でのサービスはゲームヤロウが2010年10月27日まで、それ以降は2019年9月25日のサービス終了をするまでの間、ネクソンが行っていた。

## 概要
1ルーム最大16人が参加でき、ホストが選んだフィールドで対戦できる。チーム対抗でそれぞれ先に規定数のkill数を獲得するデスマッチと、2チームに分かれてオブジェクティブを遂行/阻止していく団体戦（爆破ミッション等）があり、それぞれのゲームモード専用のマップを使う。
日本では2007年7月26日からオープンβテストを開始した。
当初の運営はRedBANANAで、のちにゲームヤロウへ移行。2010年10月27日よりネクソンが行っている。
韓国産FPSで既に日本でサービス中の『SPECIAL FORCE』や『WarRock』と通信手段が異なり、P2Pではなくクライアントサーバー方式を採用しているのが最大の特徴といえる（本家韓国はP2P方式）。また、比較的低スペックなマシンでも遊ぶことができ、必要環境だけ揃っていれば、かなり古いチップセット内蔵のグラフィック機能でも動かすことが可能である。
他、ほとんどの武器でヘッドショット一撃でHPが即座に0になる（誤差はあるが威力が25%以上の武器なら一撃）、ゲーム中の途中参加が可能（ルームオプションで途中参加禁止にすることも可能）などの特徴がある。
なお、この作品は過激な表現が含まれているため、設定によって出血の有無や色を切り替えられるほか、年齢によって敵を倒した際の出血の演出が配慮される（設定を変更した場合や18歳未満の場合は血が白い粉になる）。
続編として『サドンアタック2』が予定されており、日本では2016年5月に国内サービス開始が発表されたが、韓国での開発・サービス終了により、同年7月29日にサービス中止が発表された。
2019年6月12日の定期メンテナンス終了後、日本でのサービスが2019年9月25日(水)を以て終了する旨がアナウンスされた。
2019年9月25日12時を以て日本でのサービスを終了した。

## ストーリー
『サドンアタック』にはストーリーやキャラクターも存在し、フィールドでの交戦理由などもそのストーリーにそって細かく設定されている。
ストーリーそのものは公式ホームページのゲームガイドに詳しく記載されており、要約すると「アフリカ中部のタンジリロ共和国を舞台にした、ジャンホーク大佐率いる精鋭部隊Silent-Fox部隊と、そのジャンホーク大佐を捜索する特殊部隊S.Aとの戦いを描いた」もの。ストーリーのテーマは「失踪、そして裏切り…」。

## 遊び方
公式サイトにてエントリーIDを作成しゲームに接続、その直後にエントリーネーム（重複登録不可）を登録。サーバーを選び、次にルームを選ぶ。ルームにはホスト（RM＝ルームマスター）が一人ずついる。ホストは、マップ、キル/制限時間/ラウンド数、チームバランスの有無、途中参加の可否等を決定できる。
武器に関しては初期からM16、SMG U101の2種類のメイン武器、近接武器のKnife、投擲武器（グレネード）のG400が支給される。この4つの武器は利用期限がなく永久利用可能。サブ武器は初期支給されず、使用するにはゲーム内ポイントでレンタルする必要がある（下記参照）。また、エントリーと同時にゲーム内ポイントが10,000P支給され、そのポイントを利用し様々な強力な武器のレンタルが可能。レンタルした武器には利用期間があり、その利用期間はレンタルする際に1日・7日・30日・90日のどれかの選択が可能。ゲーム内ポイントは試合を行う事により、成績に応じた額が入手できる。

## ゲームモード
現在実装されているゲームモードは「チームデスマッチ」「爆破ミッション」「奪取ミッション」「占領ミッション」「サブミッション」「タッチダウン」「アメイジング」「タコマッチ」「人質救出」「個人戦」「警察と泥棒」。
これに加えて1人プレイ専用の「練習モード」も存在する。アメイジングモードには、「ビッグヘッド」、「ヴァンパイア」、「三つ巴戦」等がある。アメイジングモードではKD（自身の成績欄に表示されるKill/Deathのパーセンテージ）は反映されない。

## チームデスマッチ
チームデスマッチは制限時間以内に目標Kill数を達成したチームが勝利するモード。制限時間以内であれば死亡してもリスポーン（復活）され、制限時間以内に目標Kill数を達成できなかった場合、Kill数が多いチームの勝利になる。両チームのKill数が同じ場合は引き分け (DRAW) になる。

### チームデスマッチ方式のフィールド
- ウェアハウス（Ware House） 2007年6月28日実装
- ワンウェイ（One Way） 2008年9月26日実装：ネットカフェ専用マップ
- バーニングリバー（Burning River） 2007年6月28日実装
- パワープラント（Power Prant） 2007年7月6日実装
- 潜水艦基地（Submarine） 2007年7月14日実装
- ゲートウェイ（Gateway） 2007年7月26日実装
- シャークテイル（Shark Tail） 2007年8月27日実装
- G・キューブ（G-cube） 2007年9月28日実装
- ロイヤルロード（Royal Road） 2008年11月21日実装
- ストーンキャッスル（Stone Castle)  2009年12月10日実装
- ウェアハウス2 (Ware House2)  2010年6月25日実装
- ダストデビル (DustDevil)  2010年11月24日実装

## 爆破ミッション
爆破ミッションは制限時間以内にレッドチームが目標地点の爆弾を仕掛けて爆破させるミッションモード。レッドチームは5番スロットにあるC4爆弾を目標地点に仕掛けて爆破させ、ブルーチームはレッドチームが爆弾を仕掛けられないように防御しなければならない。設置された場合は、解除すれば勝利となる。

### 爆破ミッション方式のフィールド
| マップ名             | 英語表記             | 実装日         |
| -------------------- | -------------------- | -------------- |
| 第三補給倉庫         | The 3rd. Supply Base | 2007年6月28日  |
| ドラゴンロード       | Dragon Road          | 2007年6月28日  |
| エアポート           | Airport              | 2007年7月6日   |
| オールドタウン       | Old Town             | 2007年7月14日  |
| フローズンシティ     | Frozen City          | 2007年7月26日  |
| 海洋中継所           | Ocean Station        | 2007年8月17日  |
| エンブル研究所       | Emble Lab            | 2007年9月28日  |
| プロバンス           | Provence             | 2007年11月16日 |
| ポセイドン           | Poseidon             | 2008年3月19日  |
| ホワイトスコール     | White Squall         | 2008年7月25日  |
| シティキャット       | City Cat             | 2009年3月19日  |
| クロスポート         | Cross Port           | 2009年5月29日  |
| ウェスタン           | Western              | 2010年6月25日  |
| ツーフェイス（爆破） | TwoFace              | 2011年1月12日  |
| デザート2            | Desert2              | 2011年7月27日  |

## 奪取ミッション
奪取モードは制限時間内にレッドチームが防御している目標物をブルーチームが奪取するミッションモード。特定目標物を奪取・破壊するのはブルーチームにのみでき、目標物に照準点を合わせて「E」キーを押すと奪取できる。奪取した目標物はマップ上に「S」と表示される目標地点に運ぶ必要がある。また、レッドチームはこれを防がなければならない。

### 奪取ミッション方式のフィールド
- ゴールデンアイ（Golden eye） 2007年8月27日実装
- クラブナイト（Club Night） 2008年5月23日実装
- ツーフェース（奪取）（TwoFace） 2011年4月27日実装

ツーフェース実装に際して、クラブナイトがネットカフェ専用MAPに移行。

## 占領ミッション
占領ミッションは、マップ上にあるオブジェクトの占領権をめぐって戦いあうミッションモード。オブジェクトを占領し、そのオブジェクトを一定時間防衛すれば勝利となる。タイムオーバーになった場合は、その時点で占領していたチームの勝利となる。

### 占領ミッション方式のフィールド
- ストームビル（Storm Ville） 2008年2月15日実装
- ラッシュ（Rush） 2008年9月26日実装
- アクアバレット（Aqua bullet)  2009年9月18日実装
- ストーンキャッスル（Stone castle-conquest)  2010年3月25日実装

## サブミッション
サブミッションは、制限された武器で戦うミッションモード。

### サブミッション方式のフィールド
マッドケージ（Mad Cage）
ナイフ戦専用 2008年4月17日実装
制限時間内に相手チームを全滅させたチームの勝利となる。時間切れの場合は引き分けとなり、残り人数の多いチームが1ラウンドを取得する。
モンキーガーデン（Monkey Garden）
ナイフ戦専用 2009年1月23日実装
オブジェクトを占領し、そのオブジェクトを一定時間防衛すれば勝利となる。占領する度に占領した者に対し各種ハンドガンがランダムで支給される。
クロスカウンター (Cross Counter)
スナイパーライフル戦専用 2009年8月7日実装
SR専用だが、ハンドガン・ナイフは使用可能。ただしグレネードは使用不可。
A補給倉庫 (The A Supply Base)
全武器使用可能 2010年8月27日実装
第三補給倉庫のAサイトのみ爆弾を設置できる。
他に、ハンドガン専用MapのオブザーバーやAR武器専用のフラグストーンなどが実装済みである。
B補給倉庫も実装された。

## アメイジングミッション
武器制限が無い、特殊なルールで行うミッション。期間限定で実施されるステージ・ルールも存在している。

### ビッグヘッドマッチ
全プレイヤーの頭部が通常の3倍の大きさとなった状態で行うチームデスマッチ。
ヘッドショットや連続キルで一定のポイントを稼ぐ事で一定時間無敵状態になり、逆にポイントを稼げずに立て続けにポイントを奪われるとプレイヤーのアバターキャラが縮小化し同時に体力が通常の半分になる。最少時にオーバーkillすると始めの大きさに戻れる。

#### ビッグヘッドマッチルール方式のフィールド
ビッグヘッドハウス
デスマッチの「ウェアハウス」と同型のステージ。巨大化した頭でも通れるようにする為に、ダクトやコンテナの通路が3倍に広げられている。
ビッグヘッドカウンター
デスマッチの「クロスカウンター」を基軸として造られたステージ。通れる通路を狭くした事でスナイパーライフルでの即死率が格段に上昇するというジレンマが起きた。

### ヴァンパイアモード
ハンター（人間）チーム対ヴァンパイアチームで対戦する耐久戦。
最初はレッドチーム・ブルーチームに分かれてラウンドを開始。開始から10秒後、双方のチームからランダムで一人ずつマザーヴァンパイア（体力5,000:ジョセフィンは7,000）になったと同時にゲームを開始する。ハンターがマザーヴァンパイアに攻撃を受けるとヴァンパイア（体力は2,000:ジョセフィンは3,000）になると同時に、ヴァンパイアチームになる。
全てのハンターがヴァンパイアになればヴァンパイアチームの勝利となり、2分間ハンターがヴァンパイアからの攻撃を耐え続けて一人でも生存していればハンターチームの勝利となる。
武器にはヴァンパイアモード専用武器が存在し、通常武器の倍近くのダメージを与える事ができ、ヴァンパイアプレーヤーのリスポーンを不可能にするアイテムも存在する。また、ハンター・ヴァンパイアの双方にスキルシステムが導入されており、移動速度や攻撃力が上昇する「狂気」や「暴走」等の使用が可能で、ハンターの数が減るとヴァンパイアへのダメージが上昇する「怒りゲージ」も存在している。
マザーヴァンパイアのみを倒せばすぐにラウンドが終わる為、マザーヴァンパイアとなったプレイヤーを瞬殺する事でCR稼ぎをする（アビューズ行為）プレイヤーが後を絶たない。ただしこの行為そのものはグレーゾーンであり、「敵を倒しているのだからアビューズには該当しない」「極めて短時間でCRを稼げるからアビューズだ」と賛否両論ではある。

#### ヴァンパイアルール方式のフィールド
ヴァンパイアロンドン
ロンドン市内をモチーフにして作られたステージ。ハンターは主に「坂」、「タワー」、「橋」の3つのうちのいずれかでヴァンパイアと交戦する事になる。
ヴァンパイアのプレイヤーの頭の上に乗れるという仕様や暴走を使う事で、ヴァンパイア側のチームワーク次第でハンターの抗戦場所を崩壊させることができる。
バランスのよいマップではあるが、人間が10人ほど同じ場所で抗戦すれば人間の勝利はほぼ確実であるため、やや人間側有利なマップであるといえる。
ヴァンパイアベッセル
難破船をモチーフにして作られたステージ。3階層の船内と3本のマストで構築されている。甲板や船内の数か所に聖水のエリアが仕切られており、ヴァンパイアチームが
そのエリアに入るとフラッシュによる目くらまし状態に陥り1秒おきに一定量 (300) のダメージを受け続ける事となる。甲板横から巨大な触手が2本飛び出しており、
足場として活用する事ができるが、足場を通り越して海に入ると強制的に転落死となる。また、船内の数か所でも床を突き抜けて転落死してしまうバグの発生も確認されている。
ヴァンパイアGキューブ
基本的にはデスマッチのGキューブと一緒だが重力の違いや抗戦用の段差が設けられている。
ハンターは逃げる際に狂気をつかうと有効であるが、ヴァンパイアをリスポーンさせないエクソシストショットがしづらいマップでもある。
反重力を利用したジャンプで逃げればよいので人間側が有利といえる。
ヴァンパイアゲートウェイ（2014年3月5日に削除された）
基本的にデスマッチのゲートウェイと同じである。
ハンター側が抗戦する場所や隠れるのに有効な物陰が少なく、圧倒的にヴァンパイア有利なマップである。

## タコマッチ
ステージの建物内に籠城するレッドチームとそれを殲滅するブルーチームに分かれて行う時間制限付きサドンデス。フィールドの建物内に籠城するレッドチームと建物外から攻撃を行うブルーチームに分かれてラウンドを開始。2分以内にブルーチームを全滅させるか2分間1人でも生き残ればレッドチームの勝利。2分以内にレッドチームを全滅させればブルーチームの勝利となる。ブルーチームのみ建物内の1か所に設置されているレーダーに触れている間はブルーチームはレッドチームの居場所を把握することができる。

### タコマッチ方式のフィールド
アジト
侵入可能個所：10個所、レーダー設置場所：建物2階 実装日：2011年7月20日

## 練習モード
一人でのプレイにのみ対応。8人までの敵が設置でき、時間を計ったり、視点を自由に移動させたりできる。経験値やポイントは獲得できない。

## クラン戦
2007年8月17日にクランシステムが実装された。それに伴ってクラン戦専用サーバーが実装された。クランとはMMORPGでいうギルドであり、他のプレイヤーとチームを組み他のクランと戦うというものである。試合の募集方法としては各チャンネルのロビーで自ら発言し、相手はささやき（一対一のチャット）にて募集した相手に対し声をかけるという手順になる。
また、「クイックマッチ」と呼ばれるマップと人数を決めて即座にマッチングを行うシステムが2008年7月25日に実装された。しかし、日本では多くのクランが「勝率制限」を設けているためほとんど機能していない。このような制限は日本独自の傾向であり、本格的な海外IPの規制以前に韓国人プレイヤーが掲示板で「腰抜け・臆病者・向上心がない」などと書き込むこともあった。また、この勝率制限を利用し自分達より勝率・実力が低いところを募集し（自分達が勝率60%に対し50%以下など）、勝てる試合しか行わないクランも存在する。

### ルール
クラン戦は基本的にどのような形式で行っても（アビューズ行為などの運営方針違反にならない限り）構わないが、以下のルールが存在する。
SACTL07ルール
スナイパーライフルを各チーム1本以下とし、敵スナイパーの落としたスナイパーライフルを拾うことが出来る。
ブースト（味方の上に乗り高いところに行くこと）を行って一人では設置できない場所に爆弾を設置したり、特定の場所にてマップ全体を見渡せるブーストを行って敵の位置を確認すること、第三補給倉庫にて開始直後に敵陣近くに投げるグレネード投擲等を禁止している。
SAAC予選ルール
上記SACTLルールのブーストについての制限を追加し、（発表時点の日本において）未実装の武器と一部サウンドにバグがあったキャラクターが禁止されている。現在はこれに実装されている武器・キャラクターを許可した、いわゆる「ありありルール」が主流である。
SAAC本選ルール
上記SAAC予選ルールに加え、スナイパーライフルを各チーム2本以下とし、敵スナイパーの落としたスナイパーライフルを拾うことが出来ないというルールを追加したもの。また、試合前に相手に対して味方のスナイパーを明確にしなければいけない。
SACTL08ルール
上記SAAC本選ルールに加え、チーム内であれば味方のSRに交換可能というルールが追加されたもの。
SAOMTルール
上記SACTL08ルールに加え、これまでの設置・解除によるミッション数による勝敗決定ではなく、勝利ラウンド数で勝敗決定することを明確にしたもの。
SACTL2012ルール
上記OMTルールに加え、これまでのラグじゃん、位置バグが禁止になる

## サーバー
- Silent Fox1（1 - 10チャンネル・一般兵）
- Silent Fox2（1 - 15チャンネル・一般兵/2008年1月20日の臨時メンテナンス。[4]までは新兵訓練所）
- Silent Fox3（1 - 15チャンネル・新兵訓練所/2008年1月20日の臨時メンテナンスまではクラン戦サーバー）
- Silent Fox4（1 - 15チャンネル・クラン戦サーバー・2008年1月20日のメンテナンスで追加）
- 特設サーバー (特設サーバー 大会用サーバー)

2012年のメンテナンスにより、初心者チャンネルと超初心者チャンネルが実施された。つまりいわゆる「初心者狩り」対策である。
KD値が55%を超えたら入れない
MVPになったら超初心者チャンネルからは追放される

## 公式オプション
使用武器などを制限することができる。
ナイフ戦
ナイフだけで戦闘を行う。
ハンドガン戦
ハンドガンとナイフだけで戦闘を行う。
スナイパー戦
スナイパーライフルとハンドガンとナイフだけで戦闘を行う。このオプションはサブミッションのマップ・クロスカウンター、トリプルタワーでのみ適用される。
ランナウェイ戦
初期装備のナイフのみ使用可能。赤チームのみ攻撃可能で、青チームのみ特殊爆弾の使用が可能（青チームのナイフ攻撃は無効）。キル・デスは通算成績に反映されない。
ヘッドハント戦
ヘッドショットのみで敵を倒す。ヘッドショット以外で倒した場合、倒された側はペナルティ無しで即座に復活する。倒した側は自殺判定を受け、デス数が増加する。ジャンプやしゃがむことはできない。手榴弾を除くすべての武器が使用可能。キル・デスは通算成績に反映されない。

## 登場武器
ほぼ全ての武器が、実在する銃器をモチーフとしている。

### アサルトライフル
| 名称           | 実銃名称           | 価格                                                  | 装弾数 | 備考                                                                                   |
| -------------- | ------------------ | ----------------------------------------------------- | ------ | -------------------------------------------------------------------------------------- |
| M16            | コルトM16A1        | 初期武器のため、期限はない。                          | 30/90  | 実装日 2007年6月28日 初期武器。使用期限無し。                                          |
| AK-47          | AK-47              | 1日 1,400CR 7日 7,000CR 30日 28,000CR 90日 70,000CR   | 30/90  | 実装日 2007年6月28日                                                                   |
| AK-47 Black    | AK-47              | 300Point                                              | 30/90  | AK-47 の塗装変更バージョン。 「カモガチャ」のみで入手可能。 実装日 2008年3月19日       |
| FA-MAS F1      | FA-MAS F1          | 1日 1,200CR 7日 6,000CR 30日 24,000CR 90日 60,000CR   | 25/100 | 実装日 2007年6月28日                                                                   |
| FA-MAS F3      | FA-MAS F1          | 300Point                                              | 25/100 | FA-MAS F1 の塗装変更バージョン。 「カモガチャ」のみで入手可能。 実装日 2008年6月27日   |
| M4A1 Carbine   | コルトM4A1カービン | 1日 1,400CR 7日 7,000CR 30日 28,000CR 90日 70,000CR   | 30/90  | 実装日 2007年6月28日                                                                   |
| M4A1 Camo      | コルトM4A1カービン | 300Point                                              | 30/90  | M4A1Carbine の塗装変更バージョン。 「カモガチャ」のみで入手可能。 実装日 2008年3月19日 |
| M4A1 Devgru    | コルトM4A1カービン | 300Point                                              | 30/90  | M4A1Carbine の塗装変更バージョン。 「カモガチャ」のみで入手可能。 実装日 2008年3月19日 |
| G36K           | H&K G36K           | 1日 1,200CR 7日 6,000CR 30日 24,000CR 90日 60,000CR   | 30/90  | 1.5倍ズームスコープ搭載 実装日 2007年7月6日                                            |
| SCAR           | FN SCAR-L          | 1日 1,200CR 7日 6,000CR 30日 24,000CR 90日 60,000CR   | 30/90  | 実装日 2007年7月26日                                                                   |
| SCAR Sandstorm | FN SCAR-L          | 300Point                                              | 30/90  | SCAR の塗装変更バージョン。 「カモガチャ」のみで入手可能。 実装日 2008年3月19日        |
| K1             | 大宇K1             | 1日 1,000CR 7日 5,000CR 30日 20,000CR 90日 50,000CR   | 30/90  | 実装日 2007年7月26日                                                                   |
| K2             | 大宇K2             | 1日 1,200CR 7日 6,000CR 30日 24,000CR 90日 60,000CR   | 30/90  | 実装日 2007年8月27日                                                                   |
| AKS-74U        | AKS-74U            | 1日 1,200CR 7日 6,000CR 30日 24,000CR 90日 60,000CR   | 30/90  | 実装日 2007年8月27日 ゲーム中ではサブマシンガンとして紹介されている。                  |
| UAR            | ステアーAUG        | 1日 1,600CR 7日 8,000CR 30日 32,000CR 90日 80,000CR   | 30/90  | 1.5倍ズームスコープ搭載 実装日 2007年9月28日                                           |
| GAL-1          | IMI ガリル         | 1日 1,400CR 7日 7,000CR 30日 28,000CR 90日 70,000CR   | 30/90  | 実装日 2007年12月21日                                                                  |
| TAVOR          | IMI タボールAR21   | 1日 1,400CR 7日 7,000CR 30日 28,000CR 90日 70,000CR   | 30/90  | 実装日 2008年10月24日                                                                  |
| SIG556         | SIG SG550          | 1日 2,000CR 7日 10,000CR 30日 40,000CR 90日 100,000CR | 25/125 | 実装日 2009年5月29日                                                                   |
| L85A1          | L85A1              | 1日 1,400CR 7日 7,000CR 30日 28,000CR 90日 70,000CR   | 30/120 |                                                                                        |
| 89式小銃改     | 89式小銃           | -                                                     | 25/125 | 実装日 2009年12月19日 現在は日本独自の実装。 ガチャにて入手可能。                      |

なお、AK-47knifeについては功績システム実装に伴い『アサルトマスター』することで購入できる。

### サブマシンガン
| 名称     | 実銃名称     | 価格                                            | 装弾数 | 備考                                          |
| -------- | ------------ | ----------------------------------------------- | ------ | --------------------------------------------- |
| SMG U101 | IMI ウージー | 初期武器のため、期限はない。                    | 25/100 | 実装日 2007年6月28日 初期武器。使用期限無し。 |
| MP5      | H&K MP5A3    | 1日 800P 7日 4,000P 30日 16,000P 90日 4,0000P   | 30/120 | 実装日 2007年7月26日                          |
| P90      | FN P90       | 1日 1,000P 7日 5,000P 30日 2,0000P 90日 5,0000P | 50/100 | 実装日 2007年6月28日                          |

### スナイパーライフル
| 名称        | 実銃名称                    | 価格                                                  | 装弾数 | 備考 |
| ----------- | --------------------------- | ----------------------------------------------------- | ------ | --- |
| Scout SR-69 | ステアーSSG                 | 1日 1,200CR 7日 6,000CR 30日 24,000CR 90日 60,000CR   | 10/50  | ボルトアクション式。 初期武器であったが、2007年7月26日アップデート以降レンタル武器に変更。 実装日 2007年6月28日         |
| MSG90       | H&K MSG-90                  | 1日 1,000CR 7日 5,000CR 30日 20,000CR 90日 50,000CR   | 10/30  | セミオートマチック式。 実装日 2007年6月28日                                                                             |
| Dragunov    | SVD                         | 1日 2,000CR 7日 10,000CR 30日 40,000CR 90日 100,000CR | 5/15   | セミオートマチック式。 実装日 2007年7月26日                                                                             |
| TRG-21      | L96A1                       | 1日 3,000CR 7日 15,000CR 30日 60,000CR 90日 150,000CR | 5/15   | ボルトアクション式。 実装日 2007年7月26日                                                                               |
| TRG-21 Camo | L96A1                       | 300Point                                              | 5/15   | TRG-21 の塗装変更バージョン。 ボルトアクション式。 「カモガチャ」のみで入手可能。 実装日 2008年3月19日                  |
| SOCOM-K     | スプリングフィールドSOCOM16 | 7,000CR                                               | 5/15   | セミオートマチック式。 2段階スコープの他のスナイパーライフルと違い1段階スコープ搭載。 現在入手不可 実装日 2008年8月14日 |
| DSR-1       | AMP DSR-1                   | 1日2,000CR 7日11,000CR 30日44,000CR 90日110,000CR     | 5/20   | ドイツで開発されたブルパップ式 ボルトアクションスナイパーライフル                                                       |
| SV-98       | SV-98                       | 1日2,200CR 7日11,000 30日44,000 90日110,000           | 5/20   | 対テロ状況に合わせて開発された ボルトアクションスナイパーライフル                                                       |

### ショットガン
| 名称   | 実銃名称           | 価格                                              | 装弾数 | 備考                                       |
| ------ | ------------------ | ------------------------------------------------- | ------ | ------------------------------------------ |
| SG-870 | レミントンM870     | 1日 600CR 7日 3,000CR 30日 12,000P 90日 3,0000CR  | 7/35   | ポンプアクション式。 実装日 2007年6月28日  |
| ASG-12 | フランキ・スパス12 | 1日 800CR 7日 4,000CR 30日 2,0000CR 90日 50,000CR | 10/40  | セミオートマチック式。 実装日 2007年7月6日 |

### ライトマシンガン
| 名称 | 実銃名称 | 価格                                                | 装弾数  | 備考                 |
| ---- | -------- | --------------------------------------------------- | ------- | -------------------- |
| MG43 | H&K MG4  | 1日 1,200CR 7日 6,000CR 30日 24,000CR 90日 60,000CR | 100/100 | 実装日 2007年6月28日 |

### ハンドガン
| 名称           | 実銃名称           | 価格                                                | 装弾数 | 備考 |
| -------------- | ------------------ | --------------------------------------------------- | ------ | --- |
| C.USP          | H&K USP COMPACT    | 1日 400CR 7日 2,000CR 30日 8,000CR 90日 2,0000CR    | 12/36  | オートマチックピストル。 初期武器であったが、2007年7月26日アップデート以降レンタル武器に変更。 実装日 2007年6月28日 |
| B.92Fs         | ベレッタM92FS      | 1日 500CR 7日 2500CR 30日 1,0000CR 90日 25,000CR    | 15/45  | オートマチックピストル。 実装日 2007年6月28日                                                                       |
| C.Anaconda     | コルト・アナコンダ | 1日 1,000CR 7日 5,000CR 30日 2,0000CR 90日 50,000CR | 6/30   | ダブルアクション式リボルバー拳銃。 実装日 2007年8月27日                                                             |
| D.Eagle        | デザートイーグル   | 1日 1,200CR 7日 6,000CR 30日 24,000CR 90日 60,000CR | 7/28   | オートマチックピストル。 実装日 2007年12月24日                                                                      |
| Double Barrel  | 二重銃身散弾銃     | 1日 800CR 7日 4,000CR 30日 16,000CR 90日 4,0000CR   | 2/8    | サブ武器として装備可能なショットガン。 実装日 2009年8月7日                                                          |
| B.93R          | ベレッタM93R       | 1日 1,400CR 7日 7,000CR 30日 28,000CR 90日 7,0000CR | 15/60  | 連射可能なマシンピストル。 2012年3月現在、日本では入手不可。                                                        |
| D.Eagle V.H(P) | D・Eカスタム       | 1日200CR 7日700CR 30日1,900CR                       | 10/60  | ヴァンパイアを倒すために 特殊製作されたD.Eagle ヴァンパイアモード専用アイテム                                       |
| Samurai Edge   | サムライエッジ     | 1日1,000CR 7日5,000CR                               | 15/60  | カプコン製ゲーム バイオハザード ダークサイド・クロニクルズ との期間限定コラボイベントで登場。                       |

### ナイフ
| 名称            | 価格                                                | 備考                                          |
| --------------- | --------------------------------------------------- | --------------------------------------------- |
| Knife           | 初期武器のため、期限はない。                        | 初期武器。使用期限無し。 実装日 2007年6月28日 |
| Gurkha Knife    | 1日 1,000CR 7日 5,000CR 30日 2,0000CR 90日 50,000CR | 実装日 2007年6月28日                          |
| Axe Knife       | 1日 1,200CR 7日 6,000CR 30日 24,000CR 90日 60,000CR | 実装日 2007年11月16日                         |
| Tiger Stripe    | 1日 1,200CR 7日 6,000CR 30日 24,000CR 90日 60,000CR | 実装日 2008年3月19日                          |
| Russian Machete | 1日 1,000CR 7日 5,000CR 30日 2,0000CR 90日 50,000CR | 実装日 2009年1月23日                          |

### その他
| 名称             | 価格                                              | 備考                                                          |
| ---------------- | ------------------------------------------------- | ------------------------------------------------------------- |
| G400             | 初期武器のため、期限はない。                      | 初期武器。使用期限無し。 破片手榴弾。                         |
| F401             | 1日 500CR 7日 2,500CR 30日 1,0000CR 90日 25,000CR | 閃光手榴弾。                                                  |
| S402             | 1日 500CR 7日 2,500CR 30日 1,0000CR 90日 25,000CR | 煙幕手榴弾。                                                  |
| C4               | 初期武器のため、期限はない。                      | 爆破ミッションのみ使用可能。プラスチック爆弾。                |
| 爆弾ツール       | 1日 2,000CR 7日 1,0000CR 30日 3,0000CR            | 爆破ミッションのみ使用可能。C4の設置・解除が約2秒短縮される。 |
| ライフスカウター | 1日2,600CR 7日13,000CR 30日39,000CR               | 味方と敵のHPを確認できる                                      |

## 功績システム
2011/02/09のSeason2アップデートに伴って実装されたシステム。以下公式より。
功績システム
様々なゲームプレイを行うことで、CRや称号を支給するシステム。一定の条件をクリアすると以下の報酬を受けられる。
- 高額のCR支給
- 階級枠の色が変更し称号支給
- 功績専用アイテム支給

※ 報酬の詳細内容はゲーム内の記録/功績ページで確認可能。
指令システム
与えられた指令を完了した時に経験値やアイテムを支給するシステム。一定の条件をクリアすると以下の報酬が受けられる。
- 指令の難易度によって経験値等を支給
- 指令を全て完了すると経験値増加やアイテム支給
- 1日5回まで指令を受ける事が可能

上記の利用条件は基本オプション(8vs8/基本時間以上/基本目標以上/乱入設定On/チームバランス設定On)時に

開設された部屋で参加人員が 8人以上の場合に適用される。

### 功績アイテム
| 名称                | 価格                                              | 条件                       |
| ------------------- | ------------------------------------------------- | -------------------------- |
| TRG-21 Infinity(K)  | 1日3,500CR 7日17,500CR 30日7,0000CR               | 参謀長マスター             |
| TRG-21 Infinity(S)  | 1日 7日 30日                                      | 司令官マスター             |
| TRG-21 Silencer     | 1日 7日 30日                                      | スナイパーライフルマスター |
| AK-47 Infinity(S)   | 1日2,500CR 7日12,500CR 30日50,000CR               | 参謀長マスター             |
| AK-47 Infinity(K)   | 1日2,500CR 7日12,500CR 30日50,000CR 90日125,000CR | 軍団長マスター             |
| AK-47 Knife         | 1日2,100CR 7日10,500CR 30日42,000CR 90日105,000CR | アサルトライフルマスター   |
| M4A1 Silencer       | 1日2,100CR 7日10,500CR 30日42,000CR 90日105,000CR | アサルトライフルマスター   |
| M4A1 Infinity(LS)   | 1日2,500CR 7日12,500CR 30日50,000CR 90日125,000CR | 軍団長マスター             |
| MP5 Infinity(S)     | 1日1,600CR 7日8,000CR 30日32,000CR 90日8,0000CR   | 特殊武器マスター           |
| AKS-74U Infinity(K) | 1日2,000CR 7日1,0000CR 30日4,0000CR 90日100,000CR | 特殊武器マスター           |
| D.Eagle Silencer    | 1日1,500CR 7日7,500CR 30日3,0000CR 90日75,000CR   | サブウェポンマスター       |
| BH.Magnum           | 1日1,500CR 7日7,500CR 30日3,0000CR 90日75,000CR   | 師団長マスター             |
| Golden Axe          | 1日1,800CR 7日9,000CR 30日36,000CR 90日9,0000CR   | 近接武器マスター           |
| Rare Gurkha         | 1日1,500CR 7日7,500CR 30日3,0000CR 90日75,000CR   | 近接武器マスター           |
| Hammer              | 1日CR 7日CR 30日CR 90日CR                         | ビッグヘッドマスター       |

ak-47knifeやinfinity（k）はナイフがついており
左クリックやFキーを押すことによりナイフ攻撃ができる
通常のナイフと同じように頭にヒットさせれば即死である。

## 運営の移管
2010年9月15日、サドンアタック公式ページにてゲームヤロウ社の親会社ゲームハイ社に対するネクソン社の子会社NEXON CorporationによるM&Aにより、ゲームハイ社はネクソン社のグループ子会社となり、ゲームヤロウとの資本関係を解消したとの発表があった。
同年10月26日、ゲームヤロウ運営最後の日20時よりサーバーダウンカウントダウン配信が行われ、ゲームヤロウのスタッフら関係者が出演し、エキシビジョンマッチが開催された。その後27日午前0時をもってサドンアタックのサーバーは停止し、ネクソンへの移管メンテナンスが行われた。
2013年12月頃からゲームヤロウの公式サイトに接続ができなくなり、12月16日にゲームヤロウアカウントでのゲームプレイサービスを終了し、同日より2014年6月30日までゲームヤロウアカウントからネクソンIDへゲームデータ等の移管を受け付けると発表した。

## ローカルルール
このゲームでは数多くのローカルルール部屋（その部屋だけで独自のルールを決めている部屋）がある。ローカルルールを設定した部屋は、トラブルを未然に防ぐために必ずパスワードを設定する事が推奨されている。また、ミッションモードにおいてラウンド数を少なくし、ルートをあらかじめ指定した状態で早めに試合を終わらせて高額のポイントを取得することは、アビューズ行為に当たるとして禁止されている。
- スナ禁

スナイパーライフルの使用が禁止。
- スコ禁

スコープ機能を持つ銃全般が禁止。
- KD制限

プレーヤーの成績により参加者の制限をする。部屋内のプレイヤースキルを合わせるための手段として使われている。

## 受賞歴
- WebMoney Award 2008 BEST GAMES賞
- WebMoney Award 2009 BEST GAMES賞
- WebMoney Award 2009 BEST FPS賞

## チートツール問題
2014年6月25日、神奈川県警はサドンアタックのチートツール作成・販売・使用にかかわった少年3人を電子計算機損壊等業務妨害容疑で書類送検した。この3人の出身地は徳島県、福島県、奈良県であり、いずれもオフラインでの面識はなかった。このうち、福島県と奈良県の少年はチートツールの作製・販売を行うウェブサイトを運営しており、対戦相手のキャラクターの頭部を20倍から30倍に巨大化させてヘッドショットをしやすくする「ビッグヘッド」、上空から相手を攻撃することを可能にする「空中浮遊」などといったチートツールを作成し、30種類以上のツールをセットにして販売されていた。
徳島県出身の少年はこの2人とかかわる前から別のチートツールを使用していたが、2人の作ったそのツールの性能が良かったため、それを使用している様子をインターネット上でライブ配信する形で宣伝していた。その結果、福島県と奈良県の少年は約810万ウェブマネー分を売り上げ、徳島県の少年は広告収入で約50万円を稼いだ。
3人の不正行為によりネクソンには苦情が寄せられ、防御措置および外部サービスによる24時間監視体制がとられ、最終的に3人の書類送検に至った。3人の両親は子どもたちの犯罪を知らなかった。ツールを使っていた少年は両親からネット環境を与えられていなかったが、近所の無線LANを用いてゲームをプレイしていたため、神奈川県警だけでの捜査では被疑者の特定が難しく、ネクソンの協力があって初めて特定できたと4Gamer.netは述べている。
書類送検から数週間後の2014年7月15日、日本オンラインゲーム協会（JOGA）は会員を対象に今回の事件を扱った情報共有会を神奈川県警のサイバー犯罪対策課と共同で開いた。
なお、この事件は前述のビッグヘッドマッチおよび運営会社が提供する課金アイテムとは関係のないものである。